# Energija u Europskoj uniji
Europska unija (EU), kao ključna geopolitička i gospodarska sila, aktivno oblikuje dinamično područje proizvodnje i potrošnje energije, dok implementira ambiciozne planove usmjerene prema održivosti, smanjenju emisija stakleničkih plinova te poticanju inovacija u energetskom sektoru. Sa svojih 27 članica, EU je postavila ciljeve vezane uz klimatsku održivost i energetsku tranziciju, stvarajući okvir za temeljito istraživanje i implementaciju raznolikih izvora energije.
U kontekstu tih planova, Europski zeleni plan (European Green Deal) predstavlja ključnu inicijativu s ciljem postizanja klimatske neutralnosti u EU do 2050. godine. Ovaj plan obuhvaća širok spektar mjera, uključujući energetsku tranziciju, poboljšanje energetske učinkovitosti, poticanje obnovljivih izvora energije te poticanje održive proizvodnje i potrošnje.
Važnost/snaga EU:   
- 5,7 % svjetske populacije – 448 milijuna stanovnika
- 16 % svjetskog izvoza i uvoza
- 19 % BDP-a svijeta
- 30 % proračuna UN-a
- najveći svjetski donor humanitarne i razvojne pomoći

EU je jedan od najvećih svjetskih ekonomskih blokova, s značajnim BDP-om koji čini važan udio globalne ekonomske aktivnosti. Raznolikost ekonomija unutar EU, od razvijenih do manje razvijenih zemalja, doprinosi složenosti ekonomske dinamike unutar ovog bloka. Koordinirane ekonomske politike i zajedničko tržište pridonose stabilnosti i rastu BDP-a unutar EU. Ipak, ekonomske razlike između članica često postavljaju izazove u postizanju ravnoteže i održivog ekonomskog razvoja unutar Unije.

### Geografski položaj
Europska unija prostire se preko dijela kontinenta Europe, obuhvaćajući 27 država. Obuhvaća različite planinske lance i nizine, npr. Alpe se protežu kroz nekoliko zemalja EU; mora poput Sjevernog, Baltičkog, Sredozemnog na jugu i Crnog mora na istoku, a tu je i utjecaj Atlantskog oceana i njegovih struja. Europska unija obiluje velikim rijekama poput Dunava, Save i Rajne te mnogih jezera poput Balatona, Ženevskog i Bodenskog jezera. EU uključuje nekoliko otočnih država i teritorija, poput Malte, Cipra, Balearskih otoka, Kanarskih otoka, Azorskih otoka i drugih, koje imaju svoje korisne karakteristike i ekosustave.

### Reljef
Europska unija obuhvaća različite zemlje s raznolikim reljefom. Sjeverna Europa (Švedska, Finska, Danska) karakterizirana je planinskim lancem na Skandinavskom poluotoku, a dominiraju šume i tundra. Zapadno područje EU (Nizozemska, Irska, Belgija...) bogato je nizinama, a središnji dio planinama i brdima, gdje se mogu pronaći rijeke i jezera. Južni dio Europe (Španjolska, Italija, Portugal, Grčka...) odlikuje se planinskim lancem na Apeninskom i Pirenejskom poluotoku, kršem na Balkanskom poluotoku te obalom koja varira od pješčanih do stjenovitih plaža. S druge strane, istočna EU sadrži nizine i doline brojnih rijeka poput Dunava i Tise.

### Klima
Klima Europske unije raznolika je zbog geografske raspodjele i reljefa različitih zemalja koje čine EU. U sjevernom dijelu Europe (Švedska, Danska, Finska) vlada snježno-šumska klima čije su zime hladne s obiljem snijega, dok su ljeta topla i umjerena. Zapadna Europa (Nizozemska, Belgija, Francuska, Lukemburg) podložna je kontinentalnoj atlantskoj klimi, karakteristična po svojim umjerenim ljetima te blagim i kišovitim zimama. Srednja Europa (Njemačka, Češka, Slovačka, Austrija...) pokazuje slične klimatske uvjete, odnosno umjerenu kontinentalnu klimu. Za razliku od toga, južna Europa (Španjolska, Portugal, Italija, Grčka...) poznata je po svojoj mediteranskoj klimi s vrućim i suhim ljetima te blagim i vlažnim zimama. Istočna Europa (Rumunjska, Bugarska, Mađarska, Poljska) pokazuje znakove umjerene klime, dok su baltičke zemlje (Litva, Latvija, Estonija) iznimno hladne zimi, a ljeta su svježa.

### Makroekonomski podaci
| Država      | Broj stanovnika | Površina      | BDP ( u USD)     | BDP per capita (u USD) | Stopa inflacije u 2022.godini (%) | Stopa nezaposlenosti u 2022.godini (%) |
| ----------- | --------------- | ------------- | ---------------- | ---------------------- | --------------------------------- | -------------------------------------- |
| EU (ukupno) | 447 370 510     | 4 233 000 km² | 16,75 trilijuna  | 37 432,6               | 8,8                               | 6,1                                    |
| Austrija    | 9 041 851       | 83 871 km²    | 470,94 milijardi | 52 084,7               | 8,5                               | 4,7                                    |
| Belgija     | 11 685 814      | 30 688 km²    | 583,44 milijardi | 49 926,8               | 9,6                               | 5,6                                    |
| Bugarska    | 6 465 097       | 110 994 km²   | 90,35 milijardi  | 13 974,4               | 15,3                              | 4,4                                    |
| Cipar       | 1 251 488       | 9 251 km²     | 29,25 milijardi  | 32 048,2               | 8,4                               | 7,0                                    |
| Češka       | 10 672 118      | 78 867 km²    | 290,53 milijardi | 27 223,0               | 15,1                              | 2,4                                    |
| Danska      | 5 903 037       | 42 952 km²    | 400,17 milijardi | 67 790,1               | 7,7                               | 4,2                                    |
| Estonija    | 1 348 840       | 45 339 km²    | 38,1 milijardi   | 28 247,1               | 19,4                              | 5,9                                    |
| Finska      | 5 556 106       | 338 462 km²   | 282,9 milijardi  | 50 916,3               | 7,1                               | 6,8                                    |
| Francuska   | 67 971 311      | 551 695 km²   | 2,78 trilijuna   | 40 886,3               | 5,2                               | 7,4                                    |
| Grčka       | 10 426 919      | 131 957 km²   | 217,58 milijardi | 20 867,3               | 9,6                               | 12,2                                   |
| Hrvatska    | 3 855 600       | 56 594 km²    | 71,6 miljardi    | 18 570,4               | 10,8                              | 6,7                                    |
| Irska       | 5 127 170       | 70 273 km²    | 533,14 milijardi | 103 983,3              | 7,8                               | 4,4                                    |
| Italija     | 58 940 425      | 302 073 km²   | 2,05 trilijuna   | 34 776,4               | 8,2                               | 8,1                                    |
| Latvija     | 1 879 383       | 64 589 km²    | 40,93 milijardi  | 21 779,5               | 17,3                              | 6,4                                    |
| Litva       | 2 831 639       | 65 300 km²    | 70,97 milijardi  | 25 064,8               | 19,7                              | 5,6                                    |
| Lukemburg   | 653 103         | 2 586 km²     | 81,64 milijardi  | 125 006,0              | 6,3                               | 4,7                                    |
| Mađarska    | 9 643 048       | 93 026 km²    | 177,34 milijardi | 18 390,2               | 14,6                              | 3,4                                    |
| Malta       | 531 113         | 316 km²       | 18,13 milijardi  | 34 127,5               | 6,2                               | 2,8                                    |
| Nizozemska  | 17 700 982      | 41 850 km²    | 1,01 trilijuna   | 57 025,0               | 10,0                              | 3,5                                    |
| Njemačka    | 83 797 985      | 357 592 km²   | 4,08 trilijuna   | 48 718,0               | 6,9                               | 3,0                                    |
| Poljska     | 36 821 749      | 322 575 km²   | 688,13 milijardi | 18 688,0               | 14,4                              | 2,6                                    |
| Portugal    | 10 409 704      | 92 152 km²    | 255,2 milijardi  | 24 515,3               | 7,8                               | 5,8                                    |
| Rumunjska   | 19 047 009      | 238 400 km²   | 300,69 milijardi | 15 786,8               | 13,8                              | 5,4                                    |
| Slovačka    | 5 431 752       | 49 035 km²    | 115,46 milijardi | 21 256,8               | 12,8                              | 6,1                                    |
| Slovenija   | 2 111 986       | 20 273 km²    | 60,06 milijardi  | 28 439,3               | 8,8                               | 4,2                                    |
| Španjolska  | 47 778 340      | 506 030 km²   | 1,42 trilijuna   | 29 674,5               | 8,4                               | 13,0                                   |
| Švedska     | 10 486 941      | 528 447 km²   | 591,19 milijardi | 56 373,8               | 8,4                               | 7,4                                    |

## Proizvodnja primarne energije
U 2021. godini, primarna proizvodnja energije u Europskoj uniji porasla je na 25,020 petadžula (PJ), što predstavlja povećanje od 4,3% u odnosu na prethodnu godinu. Unatoč tomu, ta brojka i dalje ostaje ispod razine iz 2019. godine. Tijekom godina, primarna proizvodnja većine energenata općenito je rasla od 2020. prema 2021., no vidljivo je smanjenje u razdoblju od 2019. do 2021., prije pandemije COVID-19. Izuzetak čine obnovljivi izvori energije i biogoriva koji su nastavili s pozitivnim dugoročnim trendom rasta. U 2021. godini, obnovljivi izvori energije činili su najveći udio u ukupnoj proizvodnji primarne energije u EU s 40,8%, slijedeći nuklearna toplina (31,2%), kruta fosilna goriva (15,2%), prirodni plin (6,4%), nafta i naftni derivati (3,4%), te neobnovljivi otpad (2,3%).
Analiza posljednjeg desetljeća (2011. - 2021.) otkriva negativan trend u proizvodnji primarne energije za kruta fosilna goriva, naftu, prirodni plin i nuklearnu energiju. Najveći pad zabilježen je u proizvodnji prirodnog plina (-63,1%), dok su kruta fosilna goriva i nafta smanjena za 39,1% i 36,0%. S druge strane, proizvodnja obnovljive energije zabilježila je rast od 48,2%, dok je otpad (neobnovljiv) porastao za 24,5%.
Ovi podaci ukazuju na očitu promjenu u energetskom sektoru prema održivim izvorima energije, vjerojatno potaknutu povećanom sviješću o klimatskim promjenama i nastojanjima da se smanje emisije stakleničkih plinova. Povećanje udjela obnovljivih izvora energije i biogoriva odražava angažman prema ciljevima smanjenja emisija ugljika i tranziciji prema čistim izvorima energije.

### Obnovljivi izvori energije
Švedska se često ističe kao lider u korištenju obnovljivih izvora energije, posebno hidroelektrana i vjetroturbina. U 2021. godini, značajan udio njezine potrošnje energije dolazi iz obnovljivih izvora energije.  Finska je također poznata po visokom udjelu obnovljivih izvora energije, uključujući hidroelektrane, vjetroelektrane i biomasu. Austrija se ističe po hidroelektranama i drugim obnovljivim izvorima energije, čime ostvaruje značajan udio obnovljive energije u svojoj potrošnji. Danska je lider u korištenju vjetroturbina, a obnovljivi izvori često čine značajan dio njezine ukupne proizvodnje energije. Portugal je postigao značajan napredak u integraciji vjetroturbina i solarnih elektrana, čime ostvaruje visok udio obnovljive energije. Njemačka je također uložila značajne napore u razvoj obnovljivih izvora energije, uključujući vjetroturbine, solarne panele i biomasu.

### Neobnovljivi izvori energije
Neobnovljivi izvori energije često uključuju fosilna goriva poput ugljena, nafte i plina, kao i nuklearnu energiju. Unatoč velikim naporima u tranziciji prema obnovljivim izvorima energije, Njemačka je još uvijek ovisna o fosilnim gorivima, poput ugljena i plina. Međutim, bilježi se smanjenje udjela ugljena tijekom godina. Poljska je poznata po značajnoj upotrebi ugljena u proizvodnji električne energije. Međutim, zemlja također radi na diversifikaciji svojeg energetskog miks-a. Češka također ima značajan udio ugljena u svom energetskom portfelju, ali postoji i interes za povećanje udjela obnovljivih izvora energije. Rumunjska se oslanja na fosilna goriva poput ugljena i nafte, ali postoji napor za povećanje korištenja obnovljivih izvora energije.Bugarska ima nekoliko termoelektrana na ugljen, što doprinosi njezinom udjelu neobnovljive energije.
| Bruto raspoloživa energija po gorivu, 2021 (%) | Bruto raspoloživa energija po gorivu, 2021 (%) | Bruto raspoloživa energija po gorivu, 2021 (%) | Bruto raspoloživa energija po gorivu, 2021 (%) | Bruto raspoloživa energija po gorivu, 2021 (%) | Bruto raspoloživa energija po gorivu, 2021 (%) | Bruto raspoloživa energija po gorivu, 2021 (%) | Bruto raspoloživa energija po gorivu, 2021 (%) | Bruto raspoloživa energija po gorivu, 2021 (%) | Bruto raspoloživa energija po gorivu, 2021 (%) |
| ---------------------------------------------- | ---------------------------------------------- | ---------------------------------------------- | ---------------------------------------------- | ---------------------------------------------- | ---------------------------------------------- | ---------------------------------------------- | ---------------------------------------------- | ---------------------------------------------- | ---------------------------------------------- |
|                                                | Čvrsta fosilna goriva                          | Treset i proizvodi od treseta                  | Uljni škriljevac i uljni pijesak               | Nafta i naftni derivati                        | Zemni plin                                     | Nuklearna toplina                              | Obnovljivi izvori energije i biogoriva         | Električna energija                            | Neobnovljivi otpad                             |
| EU                                             | 11,1                                           | 0,1                                            | 0,2                                            | 34,2                                           | 23,3                                           | 12,8                                           | 17,2                                           | 0,0                                            | 1,0                                            |
|                                                |                                                |                                                |                                                |                                                |                                                |                                                |                                                |                                                |                                                |
| Belgija                                        | 4,0                                            | 0,0                                            | 0,0                                            | 44,9                                           | 23,7                                           | 19,0                                           | 8,0                                            | 0,0                                            | 1,0                                            |
| Bugarska                                       | 27,3                                           | 0,0                                            | 0,0                                            | 24,0                                           | 14,7                                           | 22,2                                           | 15,0                                           | 0,0                                            | 0,4                                            |
| Češka                                          | 30,2                                           | 0,0                                            | 0,0                                            | 22,1                                           | 18,2                                           | 17,9                                           | 12,9                                           | 0,0                                            | 0,9                                            |
| Danska                                         | 6,4                                            | 0,0                                            | 0,0                                            | 37,2                                           | 11,1                                           | 0,0                                            | 40,4                                           | 2,4                                            | 2,5                                            |
| Njemačka                                       | 17,9                                           | 0,0                                            | 0,0                                            | 33,4                                           | 26,3                                           | 6,0                                            | 15,6                                           | 0,0                                            | 1,4                                            |
| Estonija                                       | -0,2                                           | 0,1                                            | 55,5                                           | 3,8                                            | 8,5                                            | 0,0                                            | 26,9                                           | 4,6                                            | 0,7                                            |
| Irska                                          | 6,3                                            | 2,4                                            | 0,0                                            | 47,8                                           | 30,2                                           | 0,0                                            | 11,3                                           | 0,9                                            | 1,0                                            |
| Grčka                                          | 7,3                                            | 0,0                                            | 0,0                                            | 51,5                                           | 23,4                                           | 0,0                                            | 16,5                                           | 1,4                                            | 0,0                                            |
| Španjolska                                     | 2,5                                            | 0,0                                            | 0,0                                            | 45,7                                           | 23,4                                           | 11,7                                           | 16,3                                           | 0,1                                            | 0,4                                            |
| Francuska                                      | 3,5                                            | 0,0                                            | 0,0                                            | 28,8                                           | 15,2                                           | 40,7                                           | 12,7                                           | 0,0                                            | 0,7                                            |
| Hrvatska                                       | 4,8                                            | 0,0                                            | 0,0                                            | 34,1                                           | 27,9                                           | 0,0                                            | 28,8                                           | 3,9                                            | 0,5                                            |
| Italija                                        | 3,5                                            | 0,0                                            | 0,0                                            | 34,3                                           | 40,0                                           | 0,0                                            | 19,1                                           | 2,4                                            | 0,7                                            |
| Cipar                                          | 1,5                                            | 0,0                                            | 0,0                                            | 85,8                                           | 0,0                                            | 0,0                                            | 11,2                                           | 0,0                                            | 1,5                                            |
| Litva                                          | 0,4                                            | 0,0                                            | 0,0                                            | 35,6                                           | 20,1                                           | 0,0                                            | 39,8                                           | 3,2                                            | 1,0                                            |
| Latvija                                        | 2,0                                            | 0,3                                            | 0,0                                            | 38,0                                           | 23,1                                           | 0,0                                            | 23,0                                           | 9,6                                            | 1,1                                            |
| Luksenburg                                     | 1,0                                            | 0,0                                            | 0,0                                            | 60,9                                           | 15,8                                           | 0,0                                            | 9,6                                            | 11,6                                           | 1,0                                            |
| Mađarska                                       | 5,0                                            | 0,0                                            | 0,0                                            | 29,6                                           | 33,9                                           | 14,7                                           | 11,8                                           | 4,0                                            | 0,9                                            |
| Malta                                          | 0,0                                            | 0,0                                            | 0,0                                            | 84,6                                           | 11,7                                           | 0,0                                            | 2,1                                            | 1,6                                            | 0,0                                            |
| Nizozemska                                     | 6,6                                            | 0,0                                            | 0,0                                            | 46,2                                           | 35,3                                           | 1,0                                            | 9,5                                            | 0,0                                            | 1,0                                            |
| Austrija                                       | 7,4                                            | 0,0                                            | 0,0                                            | 34,7                                           | 22,6                                           | 0,0                                            | 31,3                                           | 1,9                                            | 2,0                                            |
| Poljska                                        | 41,8                                           | 0,0                                            | 0,0                                            | 28,8                                           | 16,6                                           | 0,0                                            | 11,9                                           | 0,1                                            | 0,9                                            |
| Portugal                                       | 0,9                                            | 0,0                                            | 0,0                                            | 44,2                                           | 22,4                                           | 0,0                                            | 29,9                                           | 1,8                                            | 0,8                                            |
| Rumunjska                                      | 11,8                                           | 0,1                                            | 0,0                                            | 30,7                                           | 29,0                                           | 8,3                                            | 18,6                                           | 0,6                                            | 0,9                                            |
| Slovenija                                      | 14,1                                           | 0,0                                            | 0,0                                            | 34,4                                           | 11,7                                           | 20,4                                           | 19,0                                           | 0,0                                            | 0,8                                            |
| Slovačka                                       | 15,9                                           | 0,0                                            | 0,0                                            | 21,0                                           | 25,6                                           | 22,8                                           | 13,1                                           | 0,4                                            | 1,3                                            |
| Finska                                         | 6,1                                            | 2,7                                            | 0,0                                            | 22,2                                           | 6,3                                            | 16,5                                           | 40,3                                           | 4,5                                            | 0,9                                            |
| Švedska                                        | 3,3                                            | 0,1                                            | 0,0                                            | 24,0                                           | 2,0                                            | 24,7                                           | 48,2                                           | 0,0                                            | 1,9                                            |

## Uvoz i izvoz energije
Europska unija potiče slobodnu razmjenu energije između svojih 27 država članica s ciljem da potiče konkurentnost i tranziciju, a postiže se putem zajedničkih tržišta električne energije, poticanjem ulaganja u obnovljive izvore i energetsku učinkovitost te usklađenih politika energetske sigurnosti. Uvoz i izvoz energije provodi se pod nadzorom regulatornih tijela i prema smjernicama Europske unije. Često bilježenje deficita energenata poput nafte i plina rezultira potrebi za uvozom iz drugih dijelova svijeta.
Što se tiče uvoza, Europska unija uvozi naftu iz zemalja kao što su Rusija i Norveške, a plin iz Rusije i Alžira. Kako su nam politički konflikti ukazali, EU treba nastaviti poticati uvoznu neovisnost i razvoj obnovljivih izvora energije poput vjetra, sunca i hidroelektrana.

Europska unija nije značajan izvoznik energenata. EU uglavnom troši više nego proizvodi što bi svakako trebala promijeniti. Međutim, ima raznoliku energetsku trgovinu - postoji izvoz tehnologija vezane uz obnovljive izvore energije poput solarnih panela, vjetroelektrana itd., što je čini svjetski liderom u tom području.
|            | UGLJEN  | PRIRODNI PLIN | SIROVA NAFTA | STRUJA  |
| ---------- | ------- | ------------- | ------------ | ------- |
| Austrija   | 101 149 | 470 456       | 215 101      | 102 942 |
| Belgija    | 117 277 | 978 046       | 1 159 504    | 58 858  |
| Francuska  | 254 376 | 2 304 573     | 1 709 051    | 188 815 |
| Hrvatska   | 16 784  | 123 717       | 61 462       | 42 910  |
| Italija    | 327 741 | 2 765 729     | 2 617 388    | 170 602 |
| Mađarska   | 26 368  | 364 379       | 250 873      | 77 702  |
| Malta      | 954     | 15 040        |              | 2 362   |
| Slovenija  | 9 340   | 31 626        | /            | 36 713  |
| Španjolska | 255 957 | 1 606 497     | 2 662 617    | 28 913  |
| Švedska    | 66 076  | 30 426        | 789 069      | 22 248  |

|            | UGLJEN   | PRIRODNI PLIN | SIROVA NAFTA | STRUJA    |
| ---------- | -------- | ------------- | ------------ | --------- |
| Austrija   | - 1 661  | /             | /            | - 71 605  |
| Belgija    | - 3 362  | - 373 967     | - 385        | - 85 957  |
| Francuska  | - 240    | - 629 969     | /            | - 134 401 |
| Hrvatska   | /        | - 43 447      | - 8 474      | - 26 031  |
| Italija    | - 9 974  | - 175 792     | - 24 615     | - 15 854  |
| Mađarska   | - 4 774  | /             | - 3 433      | - 33 976  |
| Malta      | /        | /             |              | - 24      |
| Slovenija  | /        | /             | - 6          | - 31 508  |
| Španjolska | - 38 182 | - 245 051     | /            | - 100 199 |
| Švedska    | - 932    | - 405         | /            | - 141 840 |

## Ukupna opskrba energije
Europska unija koja organizacija na temelju Ugovora ima odgovornost zajamčiti sigurnost opskrbe, države članice odgovorne su za određivanje strukture svoje opskrbe energijom i svojeg izbora energetskih izvora. Zakonodavstvo EU-a o sigurnosti opskrbe usmjereno je na tržišta prirodnog plina i električne energije i usko je povezano s drugim ciljevima EU-a: konsolidiranjem jedinstvenog energetskog tržišta, poboljšanjem energetske učinkovitosti i promicanjem obnovljivih izvora energije radi dekarbonizacije gospodarstva i ispunjenja ciljeva Pariškog sporazuma. Sigurna opskrba energijom nužna je za dobrobit građana i za pravilno funkcioniranje poduzeća i socijalnih usluga. Svaka država članica EU-a u velikoj mjeri sama može odlučiti o strukturi svoje opskrbe energijom i može odabrati svoju „mješavinu energetskih izvora”, to jest kombinaciju izvora energije koju će koristiti kako bi se ostvarila ta opskrba. 
Europska unija ima za cilj stvaranje jedinstvenog energetskog tržišta koje bi osiguralo održivu energiju po pristupačnim cijenama za svakog građanina. Također, želi povećati konkurenciju europskog energetskog tržišta u globalnom kontekstu. Iako su tržišta električne energije i plina još uvijek odvojena, europsko energetsko tržište ostaje fragmentirano na nacionalnoj razini. Prvi korak prema ujedinjenju postignut je usvajanjem zakonodavnog okvira s ciljem postizanja udjela od 20% obnovljivih izvora energije. 
Ključno je osigurati učinkovitu provedbu zakona u državama članicama kako bi se olakšalo povećanje udjela obnovljivih izvora u sljedećim desetljećima. Ova pravilna provedba pružit će investitorima potrebno povjerenje za ulaganje u različite projekte vezane uz obnovljive izvore, uključujući pohranu i distribuciju energije. Izgradnja adekvatne mreže za distribuciju energije iz obnovljivih izvora također je od suštinske važnosti. Budući da postojeća distribucijska mreža ne bi mogla podnijeti postizanje cilja od 20% udjela obnovljivih izvora energije, trenutni projekti izgradnje vjetroelektrana na sjeveru Europe i solarnih pogona na jugu moraju osigurati odgovarajuću prijenosnu i distribucijsku infrastrukturu kako bi proizvedena energija mogla doseći područja s najvećom potrošnjom.

### Budućnost opskrbe energijom u EU
Budućnost opskrbe energijom u Europskoj uniji (EU) oblikovat će se temeljem niza ključnih faktora i inicijativa usmjerenih na postizanje održive, sigurne i pristupačne energetske tranzicije. Neki od tih faktora su: povećanje obnovljivih izvora energije, energetska učinkovitost, digitalizacija i tehnološki napredak, međunarodna suradnja, te politika i zakonodavstvo.

#### Europski strateški plan za energetsku tehnologiju (SET Plan)
Europski strateški plan za energetsku tehnologiju (SET Plan) predstavlja inicijativu Europske unije koja ima za cilj poticanje istraživanja, razvoja i inovacija u području energetskih tehnologija. Ovaj plan usmjeren je na ostvarivanje dugoročnih ciljeva EU u vezi s energetskom tranzicijom, povećanjem udjela obnovljivih izvora energije, povećanjem energetske učinkovitosti te smanjenjem emisija stakleničkih plinova. SET Plan je pokrenut kako bi se promicala suradnja između država članica, industrije, istraživačkih institucija i drugih dionika kako bi se ubrzao razvoj i implementacija ključnih energetskih tehnologija. Osnovni ciljevi SET Plana uključuju diversifikaciju energetskog miksa, smanjenje ovisnosti o fosilnim gorivima te poticanje tranzicije prema održivom i niskougljičnom gospodarstvu.
Revidirani SET Plan iz 2023. ima za svrhu potaknuti Europsku uniju da preuzme globalno vodstvo u razvoju inovativnih tehnologija za obnovljivu energiju. Također, plan je usmjeren na povećanje proizvodnih kapaciteta EU u području čistih energetskih tehnologija u skladu s ambicijama industrijskog plana Green Deal. S obzirom na ove ciljeve, plan teži udvostručiti trenutačni udio obnovljive energije do 2030. na otporan i konkurentan način, postižući barem 42,5%. U istom razdoblju, cilj je da inovativna tehnologija obnovljive energije čini najmanje 5% ukupnih novih instaliranih kapaciteta obnovljive energije.

## Proizvodnja električne energije
U svrhu postizanja klimatske neutralnosti do 2050.godine, Europska unija postavlja obnovljive izvore energije (energija sunca, vjetra, vode, geotermalna energija i biomasa) kao prioritet u proizvodnji električne energije. Ključnu ulogu imaju vjetroelektrane i hidroelektrane kojima dominiraju zemlje poput Njemačke, Španjolske, Nizozemske i Danske. Fosilna goriva i dalje su prisutna, ali njihova se uporaba nastoji reducirati. Nuklearna energija je povoljna jer ne proizvodi stakleničke plinove, no problemi upravljanja i sigurnosti njezina otpada koče je da potpuno zamijeni fosilna goriva. Danas vodeću ulogu u nuklearnoj energiji drži Francuska. 
U 2021. godini u EU-u proizvedeno je ukupno 2785 TWh električne energije, što je za 0,1% manje u odnosu na prethodnu godinu, a 2% manje u odnosu na 2008. godinu kada je postignut vrhunac proizvodnje. Pri tome, najveći udio električne energije proizvela je Njemačka, 20,1% od ukupno proizvedene električne energije Europske unije. Slijedi je Francuska (19,1%), zatim Italija (10,2%).    
| Država     | Proizvedena električna energija (TWh) | Hidroelektrane (GWh) | Vjetroelektrane (GWh) | Zemni plin (GWh) | Solarne elektrane (GWh) | Ugljen (GWh) | Nuklearne elektrane (GWh) |
| ---------- | ------------------------------------- | -------------------- | --------------------- | ---------------- | ----------------------- | ------------ | ------------------------- |
| Njemačka   | 592,799                               | 24 973               | 114 647               | 92 126           | 49 340                  | 175 006      | 69 130                    |
| Francuska  | 555,096                               | 63 956               | 36 831                | 33 355           | 15 732                  | 7 339        | 379 361                   |
| Italija    | 289,069                               | 47 478               | 20 927                | 143 998          | 25 039                  | 15 936       | /                         |
| Španjolska | 277,439                               | 32 847               | 62 061                | 71 502           | 21 922                  | 6 014        | 56 564                    |
| Poljska    | 179,631                               | 3 101                | 16 234                | 15 824           | 3 934                   | 129 810      | /                         |
| Švedska    | 171,797                               | 73 926               | 27 244                | 282              | 1526                    | 745          | 52 965                    |
| Nizozemska | 122,093                               | 88                   | 18 005                | 72 551           | 11 495                  | 17 357       | 3 828                     |
| Belgija    | 100,465                               | 1 350                | 11 998                | 22 517           | 5 618                   | 2 028        | 50 326                    |
| Češka      | 85,015                                | 3 620                | 602                   | 7 291            | 2 316                   | 34 807       | 30 731                    |
| Finska     | 72,120                                | 15 792               | 8 507                 | 3 826            | 298                     | 5 585        | 23 598                    |
| Austrija   | 70,757                                | 42 450               | 6 740                 | 10 618           | 2 783                   | 2 157        | /                         |
| Rumunjska  | 59,470                                | 17 745               | 6 576                 | 9 907            | 1 703                   | 10 846       | 11 284                    |
| Grčka      | 54,715                                | 5 961                | 10 483                | 22 488           | 5 251                   | 5 318        | /                         |
| Portugal   | 50,98                                 | 13 455               | 13 216                | 15 574           | 2 237                   | 800          | /                         |
| Bugarska   | 47,568                                | 5 067                | 1 434                 | 3 046            | 1 467                   | 17 086       | 16 487                    |
| Mađarska   | 36,120                                | 212                  | 664                   | 9 653            | 3 796                   | 3 105        | 15 990                    |
| Danska     | 33,050                                | 16                   | 16 054                | 1 536            | 1 309                   | 4 365        | /                         |
| Irska      | 31,861                                | 1 036                | 9 776                 | 15 156           | 93                      | 3 042        | /                         |
| Slovačka   | 30,015                                | 4 552                | 5                     | 4 336            | 671                     | 2 217        | 15 730                    |
| Slovenija  | 15,877                                | 4 997                | 6                     | 521              | 453                     | 3 848        | 5 706                     |
| Hrvatska   | 15,210                                | 7 229                | 2 062                 | 3 096            | 149                     | 1 457        | /                         |
| Estonija   | 7,204                                 | 23                   | 733                   | 41               | 354                     | 4 156        | /                         |
| Latvija    | 5,846                                 | 2 708                | 141                   | 2 128            | 7                       | /            | /                         |
| Cipar      | 5,120                                 | /                    | 246                   | /                | 468                     | /            | /                         |
| Litva      | 5,078                                 | 1 094                | 1 362                 | 1 221            | 191                     | /            | /                         |
| Malta      | 2,215                                 | /                    | /                     | 1 907            | 256                     | /            | /                         |
| Luksemburg | 2,211                                 | 1 085                | 314                   | 173              | 180                     | /            | /                         |

Iste te godine, manje od 50% električne energije dobiveno je od izgaranjem (ugljen, plin i nafta). Četvrtina ukupne proizvodnje dolazi iz nuklearnih elektrana, dok vjetroelektrane doprinose s 13,7%, hidroelektrane s 13,3%, a solarne elektrane s 5.8%. Između 2011. i 2021. godine značajno je porastao udjel električne energije proizvedene iz solarnih panela i vjetroelektrana: od 1,7 % u 2011. do 5,8 % u 2021. za solarnu energiju i od 5,8 % u 2011. do 13,7 % u 2021. za vjetroelektrane. U istom razdoblju, električna energija nastala iz nuklearnih elektrana smanjila se sa 28% na 25%, dok se udio onih proizvedene izgaranjem fosilnih goriva smanjio s 59,1% u 2011. na 49,1% u 2021.

## Finalna potrošnja
Od ukupne energije dostupne u EU, oko dvije trećine troše krajnji korisnici (građani, industrija, transport…), dok se oko jedne trećine gubi tijekom proizvodnje i distribucije električne energije, koristi za podršku procesima proizvodnje energije ili u neenergetske svrhe (poput asfalta ili bitumena). 

Cijene električne energije za kućanstva najviše su u Danskoj, Belgiji i Njemačkoj. U prvoj polovici 2022. cijene električne energije za kućanstva, uključujući poreze i namete, bile su najviše u Danskoj (46€ za 100 kWh), Belgiji (34€ za 100 kWh) i Njemačkoj (33€ za 100 kWh), dok su najniže cijene zabilježene su u Nizozemskoj (5€ na 100 kWh) i Mađarskoj (€ na 100 kWh).
Udio poreza i pristojbi u cijeni električne energije bio je najveći u Danskoj (48%) i Njemačkoj (42%), dok je najmanji bio u Nizozemskoj, gdje je vrijednost bila negativna (-4%), a slijede Latvija i Grčka.
Cijene prirodnog plina za kućanstva, uključujući poreze i namete, bile su najviše u Švedskoj (22€ za 100 kWh) i Danskoj (16€ za 100 kWh), a najniže u Mađarskoj (3 € za 100 kWh) i Hrvatskoj (4 € za 100 kWh).Udio poreza i pristojbi u cijeni plina bio je najveći u Nizozemskoj (51%), dok je najmanji bio u Latviji, Grčkoj i Bugarskoj, gdje je bio negativan.
U 2021., udio krutih fosilnih goriva u bruto dostupnoj energiji bio je najveći u Poljskoj (41,8 %) i Češkoj (30,2 %). Prosjek EU-a bio je znatno niži od 11,1 %. Najmanji udio krutih fosilnih goriva u bruto dostupnoj energiji (manje od 2%) 2021.godine zabilježen je u Portugalu, Luksemburgu, Latviji, Litvi, Cipru, Estoniji i Malti.
U 2021., naftni škriljevac i naftni pijesak činili su 55,5% bruto raspoložive energije u Estoniji, dok je udio proizvoda od treseta i treseta u Finskoj i Irskoj iznosio 2,7 % i 2,4 %, respektivno.
Najveći udio nafte i naftnih derivata u bruto dostupnoj energiji zabilježen je na Cipru (85,8 %), na Malti (84,6 %) i u Luksemburgu (60,9 %). To je zbog njihovih specifičnih nacionalnih okolnosti: Cipar i Malta su mali otoci, dok je potrošnja u Luksemburgu obično u velikoj mjeri pogođena "gorivnim turizmom", zbog relativno niskih cijena goriva koja se upotrebljavaju u prometnom sektoru.
Udio prirodnog plina kretao se u rasponu od 40 % u Italiji do manje od 3 % u Švedskoj i na Cipru. Prirodni plin također je bio značajan izvor energije u Nizozemskoj, Mađarskoj i Irskoj, s udjelom od 30 % ili većim.
U Švedskoj su obnovljivi izvori energije činili gotovo polovinu svoje bruto raspoložive energije 2021.godine (48,2%), dok je u Finskoj i Danskoj ta brojka iznosila 40,3 % odnosno 40,4 %). Najniži rezultati u tom pogledu zabilježeni su na Malti (2,1 %), Belgiji (8,0 %) i Nizozemskoj(9,5 %).
Godine 2021., 13 država članica imalo je nuklearne elektrane. Francuska je imala najveći udio nuklearne energije (40,7 % nuklearne topline u bruto dostupnoj energiji), a slijede je Švedska (24,7 %), Slovačka (22,8 %), Bugarska (22,2 %), i Slovenija (20,4 %).
U Luksemburgu i Finskoj, bruto dostupna energija u 2021-u dosegla je preko 250 Terajoule (TJ) po glavi stanovnika, dok je u Rumunjskoj bila ispod 75 TJ po glavi stanovnika. Na ovaj pokazatelj utječe struktura industrije u svakoj zemlji, ozbiljnost zimskog vremena, kao i drugi čimbenici, kao što je turizam goriva u slučaju Luksemburga. Prosjek EU u 2021 je iznosio 137 TJ po glavi stanovnika.
U razdoblju između 1990 i 2021., prosjek EU-a smanjio se za 8,2 %. Međutim, na nacionalnoj razini razvoj se razlikuje. Najveći porast bruto raspoložive energije po glavi stanovnika između 1990 i 2021 zabilježen je na Malti (+134,3 %), a slijedi Portugal (+20,7 %) i Austrija (+15,3 %). Najteže smanjenje zabilježeno je u Estoniji (-46,9 %), Njemačkoj (-37,4 %) i Rumunjskoj (-34,3 %).
Od 1990.-2021., količina i udio krutih fosilnih goriva u konačnoj potrošnji energije znatno su se smanjili (s 9,6 % u 1990-u na 3,6 % u 2000., 2,8 % u 2010 i 2.0 % u 2021). S druge strane, obnovljivi izvori energije povećali su svoj udio u ukupnom iznosu, krećući se s 4,3 % u 1990 na 5,3 % u 2000 i 8,8 % u 2010, konačno dosegnuvši 11,8 % u 2021. Prirodni plin ostao je prilično stabilan tijekom tog razdoblja, u rasponu od 18,8 % (u 1990.) do 22,6 % (u 2005 i 2021.).
Nafta i naftni derivati činili su najveći udio (34,8 %) u strukturi krajnje potrošnje energije 2021., a slijedile su je električna energija (22,8 %).
U analizi konačne konačne potrošnje energije u EU-u 2021.godine utvrđene su tri dominantne kategorije: promet (29,2%), kućanstva (27,9 %) i industrija (25,6 %).